# Jezioro eoliczne

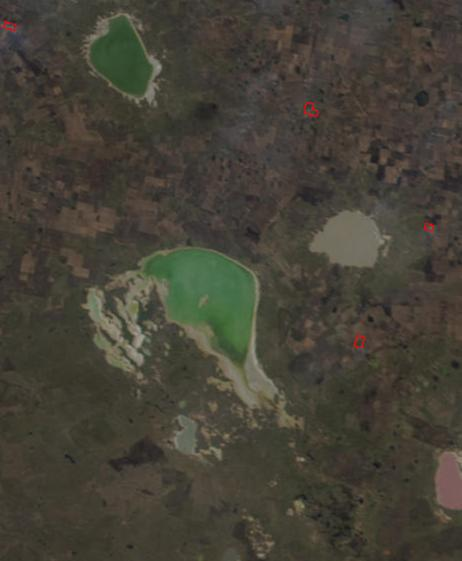
Jezioro Teke (w górnej części zdjęcia)

Jezioro eoliczne – rodzaj jeziora wyróżnianego ze względu na genezę – powstanie na skutek działalności wiatru. Wśród jezior eolicznych wyróżnia się deflacyjne (stworzone w zagłębieniach między wydmami po wywianiu stamtąd skał sypkich) oraz akumulacyjne (poprzez ich nawianie). Najczęściej są to małe i płytkie zbiorniki. Największym spośród jezior eolicznych jest kazachskie Teke (265 km²), powstałe w głębokiej na 80 m dolinie.